# Fonction distance signée
 (juin 2025).

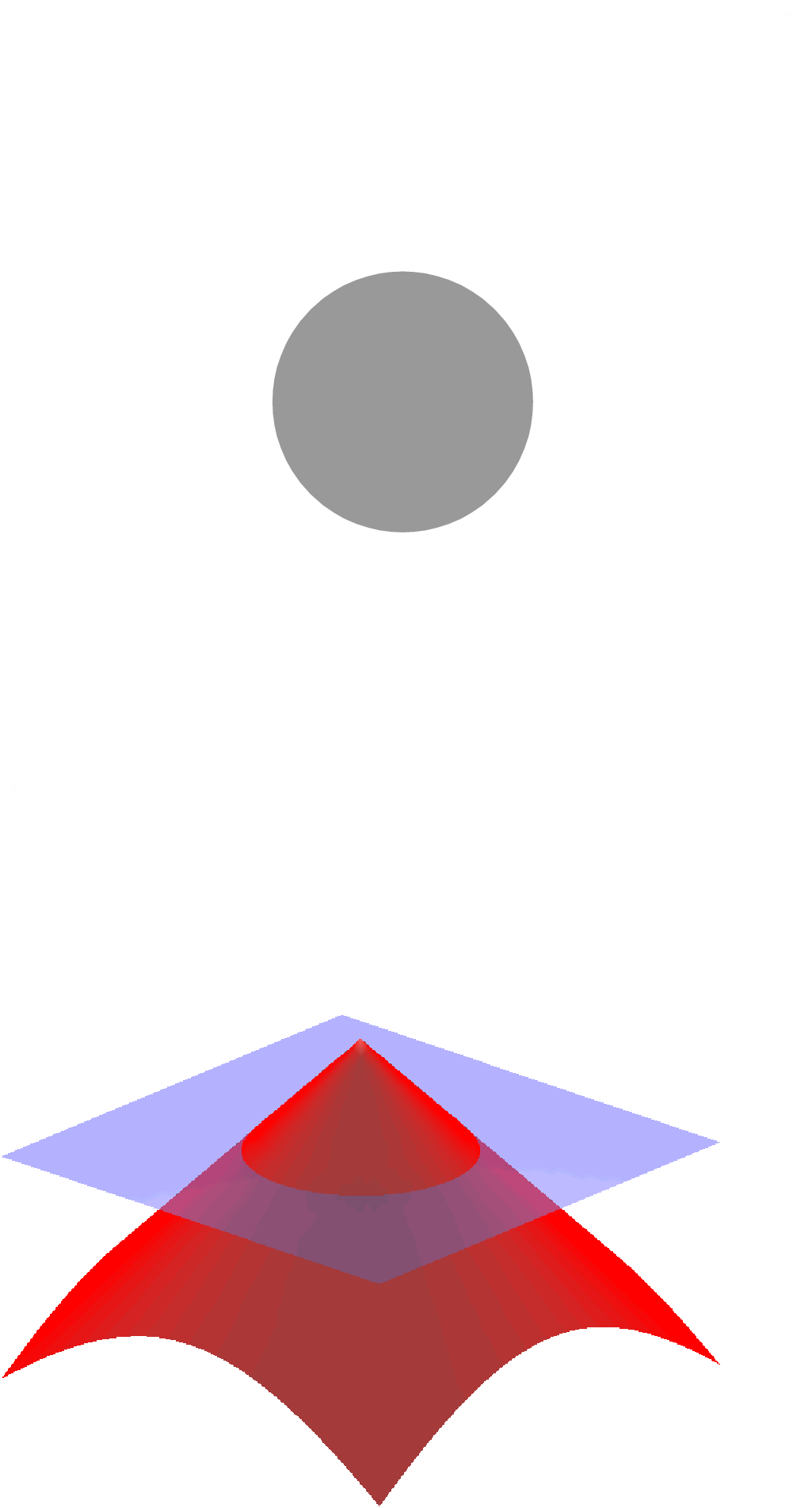
Un disque (en gris au-dessus) et sa fonction distance signée (en rouge en bas) avec le plan x-y (en bleu en bas).
Dans cet exemple, A représente l'intérieur du disque, et B représente l'extérieur du disque.

En mathématiques, la fonction distance signée ou la fonction distance orientée d’un ensemble {\displaystyle S} mesure la distance d’un point x à sa frontière {\displaystyle \partial S}.
{\displaystyle f(x)={\begin{cases}-d(x,\partial S)&{\mbox{ si }}x\in S,\\d(x,\partial S)&{\mbox{ sinon. }}\\\end{cases}}}
où
{\displaystyle d(x,E)=\inf _{y\in E}d(x,y)} est l’infimum des distances d’un point à un ensemble {\displaystyle E}.
La convention de signe opposée existe aussi.
En infographie, la fonction de distance signée est parfois utilisée comme fonction implicite pour représenter des formes (courbes, surfaces ou volumes).  En ce sens elle constitue une alternative à la représentation par les bords.  La méthode fut popularisée notamment en 2007 à la suite d'un article publié dans le cadre de SIGGRAPH par Chris Green, de l'entreprise Valve, pour le rendu des fontes de caractères.